# 乌赞镇
乌赞乡，是中华人民共和国新疆维吾尔自治区伊犁哈萨克自治州尼勒克县下辖的一个乡镇级行政单位。

## 行政区划
乌赞乡下辖以下地区：
江阿买里村、兰干买里村、吐尔克买里村、阔勒迭能阔切村、乌赞村、什布克其村和塔尔克特村。